# 鸟巢蕨
鳥巢蕨（学名：Asplenium nidus）又名巢蕨、台灣山蘇、山苏花、台湾山苏花、鳥巢芒，为鐵角蕨科下的一个种，原產於、澳大利亞東部及夏威夷。它可適應的最低溫度為10 °C（50 °F）。
它是一種較為常見的觀賞植物，售賣時偶爾會與南洋巢蕨混淆。
鳥巢蕨的株形呈漏斗状或鸟巢状，故名，植株高1-1.2米。喜温暖、潮湿和较强散射光的半阴条件。常附生于雨林或季雨林内树干上或林下岩石上。

## 扩展阅读
- 維基物種上的相關：台湾山苏花
- 維基物種上的相關：巢蕨